# Schronisko pod Pikujem

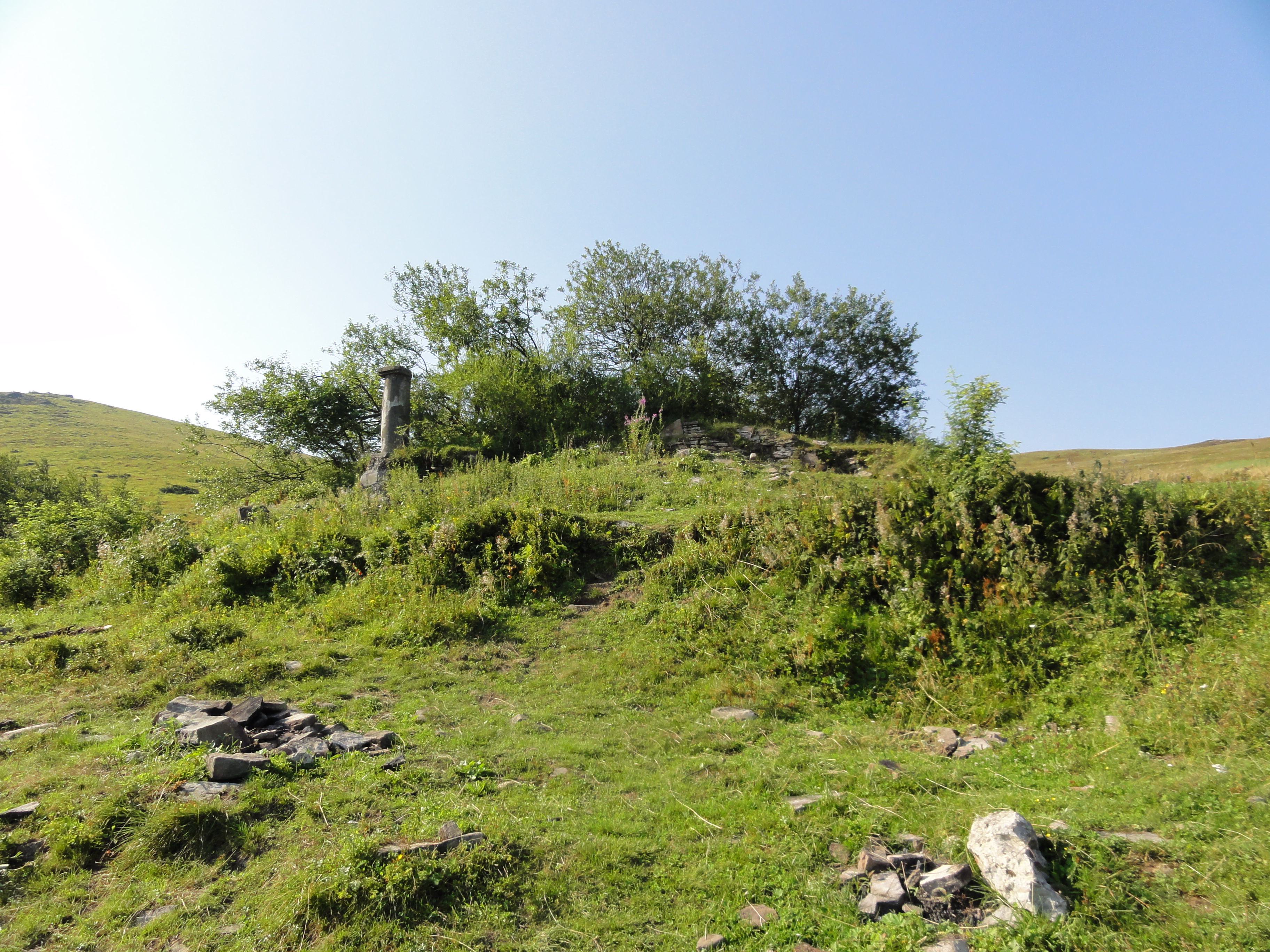
Ruiny schroniska w 2012 roku

Schronisko PTN pod Pikujem – nieistniejące obecnie schronisko turystyczne położone w Bieszczadach Wschodnich na wysokości 1120 m n.p.m.
Pomimo swojej nazwy, schronisko zlokalizowane było dość daleko od szczytu Pikuja (ok. 6,5 km). Znajdowało się pomiędzy Ruskim Putem i Dżurowym Żołobem, ok. 0,5 km od szczytu Ostrego Wierchu.

## Historia
Schronisko w 1934 roku wybudowało Przemyskie Towarzystwo Narciarskie przy wsparciu finansowym Państwowego Urzędu Wychowania Fizycznego i Przysposobienia Wojskowego (PUWFiPW), Polskiego Związku Narciarskiego (PZN) oraz Ministerstwa Komunikacji.
Uroczyste otwarcie nastąpiło 12 stycznia 1935 r. w obecności wiceprezesa PZN Aleksandra Bonieckiego, dowódcy 22 Dywizji Piechoty Górskiej Mieczysława Boruty-Spiechowicza i licznych przedstawicieli władz lokalnych i wojskowych. Funkcję gospodarza obiektu pełnił mjr Marceli Kycia.
W chwili otwarcia obiekt dysponował jedynie 30 miejscami noclegowymi położonymi na parterze, jednak w kolejnych latach udostępniano dalsze pomieszczenia. W następnym sezonie w schronisku nocować mogło już 80 osób, a później nawet 100. Obiekt dysponował także 20 miejscami turystycznymi na siennikach. Na parterze zlokalizowano reprezentacyjną jadalnię urządzoną w stylu huculskim, dwie wspólne sale noclegowe i pomieszczenia gospodarcze. Kolejne sypialnie znajdowały się na piętrze. Od 1935 r. w budynku mieściła się także stacja ratunkowa Towarzystwa Krzewienia Narciarstwa.
Schronisko uległo zniszczeniu w czasie II wojny światowej, według jednej z hipotez zostało rozebrane w 1940 roku przez żołnierzy radzieckich. Do czasów współczesnych przetrwały ruiny przyziemia.

## Szlaki turystyczne w 1936 r.
- z Sianek przez Beskid Wielki (1012 m n.p.m.), Błyśce (1047 m n.p.m.), Kińczyk Hnylski (1115 m n.p.m.), Starostynę (1229 m n.p.m.) i Wielki Wierch (1312 m n.p.m.),
- na Pikuj (1405 m n.p.m.) przez Dżurowy Żołob oraz Zełemeny (1307 m n.p.m.),
- z Libuchory[4][5].